# Tarawa
För andra betydelser, se Tarawa (olika betydelser).

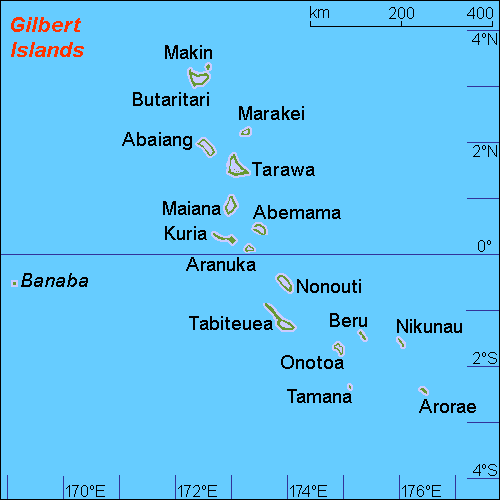
Tarawa är en av Gilbertöarna

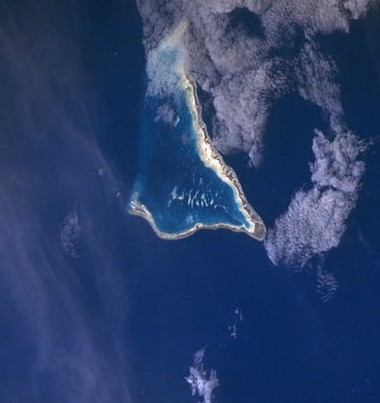
Tarawa

Tarawa är en atoll bland Gilbertöarna i staten Kiribati. Den är huvudsakligen uppdelad på North Tarawa och South Tarawa, vilken officiellt räknas som huvudstad.

## Geografi
Atollen omfattar 24 öar med en sammanlagd areal om cirka 32 km² och ligger på ett cirka 35 km långt korallrev. Endast 8 öar är bebodda men hela atollen har cirka 64 000 invånare (2020), vilket motsvarar drygt hälften av landets befolkning. Förvaltningsmässigt är atollen uppdelad i tre distrikt. 

### South Tarawa
"Teinainanu Urban Council - TUC"
huvudstadsområdet, omfattar öarna
- Ambo, där den nya parlamentsbyggnaden invigdes i oktober 2000
- Bairiki, administrativt centrum och ofta kallad för huvudstad
- Banraeaba
- Bikenibeu
- Bonriki, landets internationella flygplats Bonriki Airport (flygplatskod "TRW")
- Eita
- Termaiku

### Beito
"Beito Town Council - BTC"
Betio, med Högsta domstolen, universitetscampus, posten och den internationella hamnen

### North Tarawa
"Eutan Tarawa Council - ETC"
Tarawa leta (norra Tarawa), med övriga öar norr om Bonriki

## Historia
Tarawaatollen är mest känd för slaget om Tarawa som utspelade sig här under andra världskriget.
Området var efter andravärldskriget fram till 1971 även huvudstad för den brittiska kolonin Gilbert och Elliceöarna, en del i det Brittiska Västra Stillahavsterritoriet.